# Heksenboter
De heksenboter of runbloem (Fuligo septica) is een slijmzwam behorend tot de familie Physaraceae. De soort bestaat uit een geel plasmodium dat zich kan verplaatsen en daarbij een vaak glanzend kruipspoor achterlaat. Heksenboter voedt zich met micro-organismen. De soort komt algemeen voor op dood hout. 

## Kenmerken

### Uiterlijke kenmerken

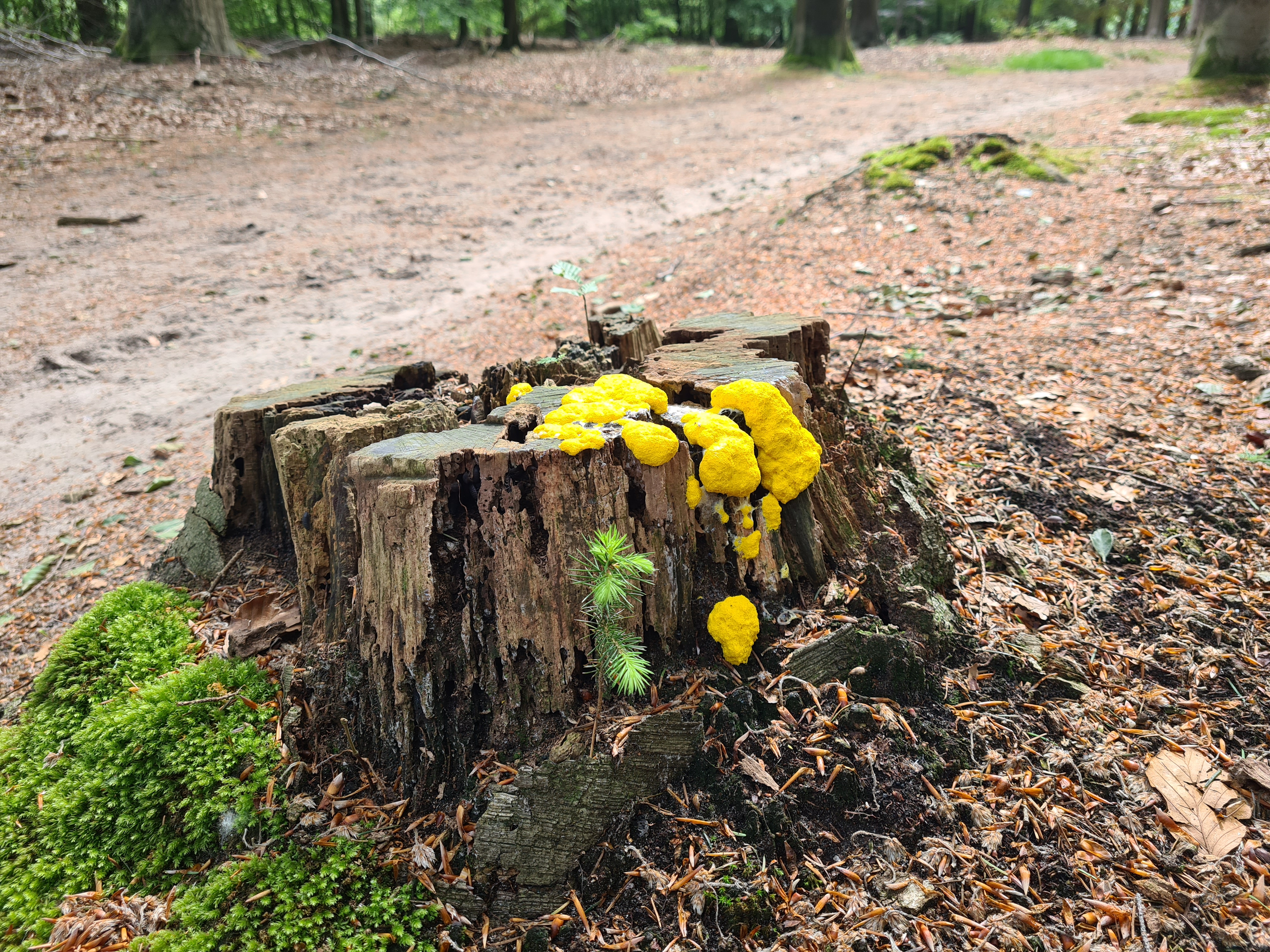
Heksenboter op een boomstronk

Het plasmodium is meestal geel, zelden wit of crèmekleurig. De meestal individueel, zelden in kleine groepen voorkomende vruchtlichamen (Aethalia) hebben een diameter van 2 tot 20 centimeter en een hoogte tot 3 centimeter. Ze zijn wit tot lichtgeel, lichtroze tot rood, donkerrood, bruin, paars of groenachtig. Het hypothallus bestaat uit een of meer lagen kleurloze tot bruinachtige, geperforeerde membranen die niet voorbij het ethalium uitsteken. De buitenhuid van het ethalium (cortex) is relatief dik, kalkhoudend en fragiel, zelden vast of afwezig, het vliezige peridium is kleurloos met verspreide verkalkingen.
Het uiterlijk heeft een onregelmatige kussenvorm. Heksenboter voelt ruw aan en is sponzig, bros en teer.

### Microscopische kenmerken
Het soms slechts zwak ontwikkelde capillitium is physaroid, dat wil zeggen dat het een netwerk vormt waarin verdikte, onregelmatig gevormde, roodachtige of gele tot witte kalkknobbels door slanke, doorschijnende en kalkhoudende draden met elkaar zijn verbonden. De zes tot negen micrometer in diameter, gladde tot fijn stekelige, bolvormige sporen zijn donkergrijs tot zwart in massa en afzonderlijk lichtpaars in doorvallend licht.

## Leefwijze
Net als andere plasmodiale slijmzwammen heeft heksenboter een levenscyclus met verschillende stadia. Als spore wordt het gemakkelijk passief verplaatst, bijvoorbeeld door de wind en door insecten. De spore is haploïd en na versmelting met een complementaire spore ontstaat een flagellate cel met één celkern. Deze groeit uit tot een plasmodium met een groot aantal celkernen. Het plasmodium is omgeven met een eenvoudig membraan en kan zich op eigen kracht verplaatsen. Ten slotte verhardt het plasmodium aan de buitenkant en vormt daar sporen, en dan begint de cyclus opnieuw.

## Specifieke kenmerken
In een Braziliaans onderzoek werd geconcludeerd dat sporevorming van heksenboter wordt bevorderd door regenval. Overigens wordt de aanwezigheid van heksenboter op bagasse van suikerriet beschouwd als een risico voor de werkers: het veroorzaakt allergieën en andere ziekten.
Heksenboter bevatte in een Duits onderzoek 240 maal meer zink dan de omgeving, en ook de gehaltes aan koper en cadmium waren veel hoger dan de omgevingswaarden. Het gehalte aan calcium was 11% van het drooggewicht van het organisme.
De slijmzwam komt over de hele wereld algemeen voor en heeft namen als "Troll butter", "Dog vomit slime" (Engels) en "Trollsmör" (Zweeds).